# Mami Donoshiro
Mami Donoshiro (japanisch 道城 まみ Donoshiro Mami; * 8. März 1975) ist eine ehemalige japanische Tennisspielerin.

## Karriere
Auf der WTA Tour und dem ITF Women’s Circuit gewann sie jeweils einen Doppeltitel.

## Turniersiege

### Doppel
| Nr. | Datum      | Turnier | Kategorie    | Belag     | Partnerin   | Finalgegnerinnen         | Ergebnis |
| --- | ---------- | ------- | ------------ | --------- | ----------- | ------------------------ | -------- |
| 1.  | April 1994 | Tokio   | WTA Tier III | Hartplatz | Ai Sugiyama | Yayuk Basuki Nana Miyagi | 6:4, 6:1 |